# شيغيلة زحارية من النمط العاشر
شيغيلة زحارية من النمط العاشر (بالإنجليزية: Shigella dysenteriae type 10)‏ هي نمط بكتيري من أنماط الشيغيلة الزحارية ضمن شعبة المتقلبات.